# Senöl Namdé
Senöl Namdé was de achttiende tsenpo, ofwel koning van Tibet. Hij was een van de legendarische koningen en was de derde van de acht middenkoningen met de naam Dé (100-300).